# Castellana (Madrid)
Castellana es uno de los seis barrios pertenecientes al distrito de Salamanca, en la ciudad de Madrid. Debe su nombre a una de sus calles limítrofes, el paseo de la Castellana.

## Límites

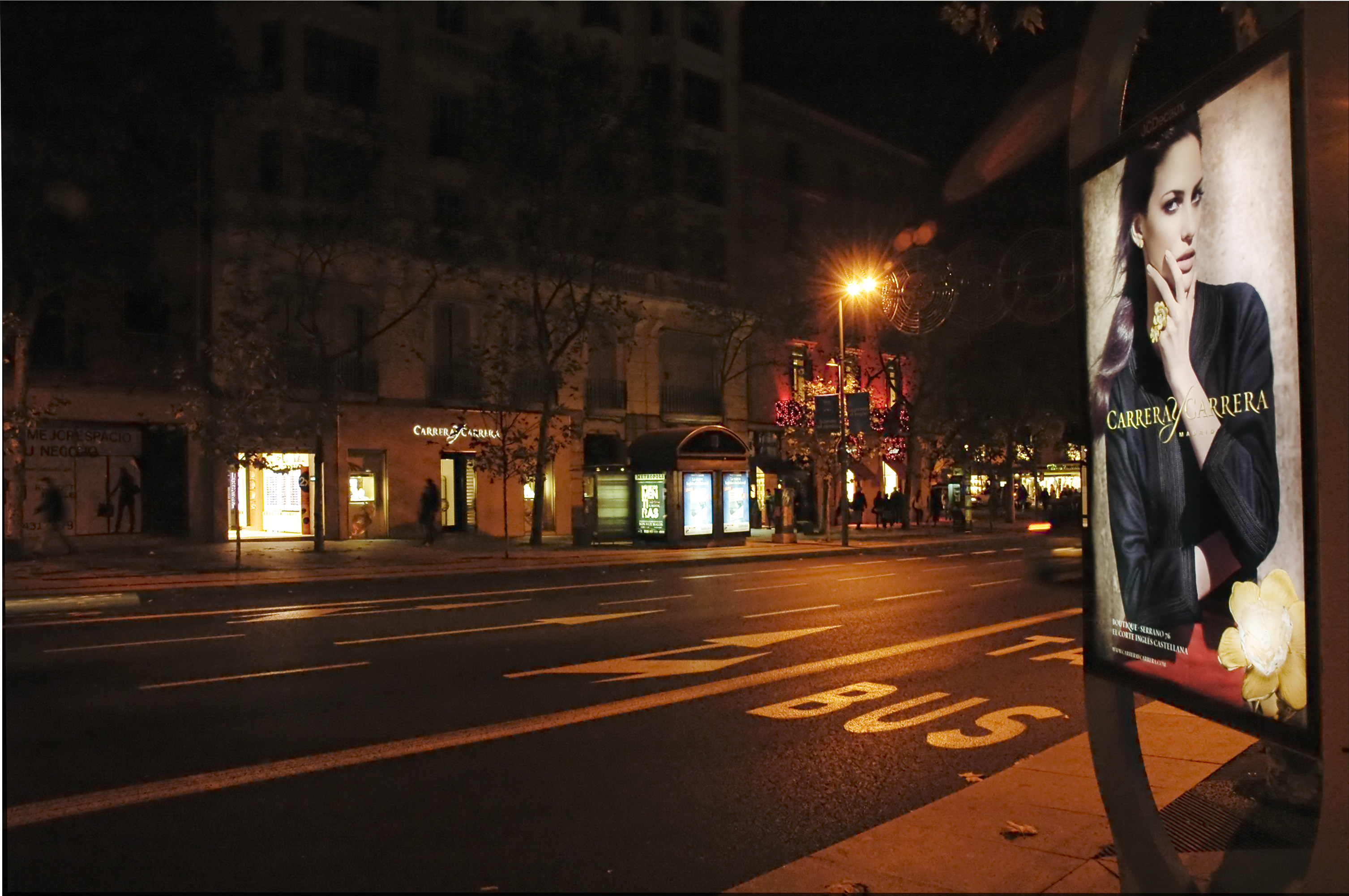
Boutique de la joyería madrileña Carrera y Carrera en el barrio de Castellana.

El barrio de Castellana se encuentra limitado por la calle María de Molina por el norte, Príncipe de Vergara por el este, Paseo de la Castellana por el por el oeste y la calle Don Ramón de la Cruz por el sur.

## Transportes

### Cercanías Madrid
El túnel Atocha-Chamartín pasa sin parar por el barrio de Castellana. Las estaciones más cercanas son Nuevos Ministerios (C-2, C-3, C-4, C-7, C-8 y C-10) y Recoletos (C-2, C-7, C-8 y C-10), ambas en los barrios limítrofes y con buenas conexiones por autobús (líneas 14, 27 y 150)

### Metro de Madrid
La cobertura del barrio por parte del metro es bastante pobre, puesto que hay pocas estaciones y todas están en los límites del barrio. Las mismas son:
- Avenida de América (L4, L6, L7 y L9)
- Núñez de Balboa (L5 y L9)
- Gregorio Marañón (L7 y L10)
- Rubén Darío (L5)[1]

### Autobuses
Debido a la pobre cobertura ferroviaria, los autobuses son la columna vertebral del transporte del barrio. Hay un gran número de líneas y destinos:
| Línea | Terminales                                 |
| ----- | ------------------------------------------ |
| 1     | Cristo Rey - Prosperidad                   |
| 5     | Sol / Sevilla - Estación de Chamartín      |
| 7     | Alonso Martínez - Manoteras                |
| 9     | Sol / Sevilla - Hortaleza                  |
| 12    | Cristo Rey - Pº Marqués de Zafra           |
| 14    | Conde de Casal - Pío XII                   |
| 16    | Moncloa – Pío XII                          |
| 19    | Plaza de Cataluña - Legazpi                |
| 27    | Embajadores - Plaza de Castilla            |
| 29    | Felipe II - Manoteras                      |
| 40    | Tribunal - Alfonso XIII                    |
| 51    | Sol / Sevilla - Plaza Perú                 |
| 52    | Sol / Sevilla - Santamarca                 |
| 61    | Moncloa - Narváez                          |
| 74    | Pº Pintor Rosales - Parque de las Avenidas |
| 114   | Avenida de América - Barrio del Aeropuerto |
| 115   | Avenida de América - Barajas               |
| 122   | Avenida de América - Feria de Madrid       |
| 147   | Callao - Barrio del Pilar                  |
| 150   | Sol / Sevilla - Virgen del Cortijo         |
| 200   | Avenida de América - Aeropuerto            |
| C1    | Circular 1                                 |
| C2    | Circular 2                                 |
| N1    | Cibeles - Sanchinarro                      |
| N2    | Cibeles - Valdebebas                       |
| N22   | Cibeles - Barrio de La Paz                 |
| N24   | Cibeles - Las Tablas                       |
| N25   | Alonso Martínez - Villa de Vallecas        |
| N26   | Alonso Martínez - Aluche                   |
| NC1   | Circular 1                                 |
| NC2   | Circular 2                                 |